# Johannes Theodor Schmalhausen
Johannes Theodor Schmalhausen, född 3 april 1849 i Sankt Petersburg, död 7 april 1894 i Kiev, var en rysk botaniker av tysk härkomst. Han är särskilt uppmärksammad för sin forskning kring östeuropeiska växter.
Auktorsnamnet Schmalh. kan användas för Johannes Theodor Schmalhausen i samband med ett vetenskapligt namn inom botaniken; se Wikipediaartiklar som länkar till auktorsnamnet.